# Гильом I д’Астарак
Гильом I (фр. Guillaume I; ум. после 1060) — граф Астарака с 1022/1023 года, сын графа Арно II.

## Биография
Ещё при жизни отца Гильом привлекался к управлению графством. После смерти отца в 1022/1023 году Гильом унаследовал большинство его владений, за исключением части, выделенной младшему брату Бернару и образовавшей графство Пардиак.
Впервые в источниках Гильом упоминается в акте о дарении монастырю Пессан, датированном 1023 годом. Около 1025 года Гильом согласился на восстановление монастыря в Сарамоне, решение о котором принял его брат Одон. В 1034 году Гильом подчинил аббатство Сент-Дод, основанного ранее Одоном, аббатам Симорры.
Вскоре после этого Гильом женился на своей родственнице, что привело к конфликту с архиепископом Оша Гарсией. Архиепископ потребовал от графа разойтись с женой, однако тот отказался это сделать. В конце концов архиепископ уступил, даровав церковное разрешение на близкородственный брак, наложив на Гильома с супругой епитимью, а также обязав выплатить компенсацию за город Сент-Оранс, захваченный ранее графами Астарака у архиепископов Оша, в обмен предоставив аббатам Симорры ряд привилегий.
Последний раз Гильом упоминается в акте о дарении монастырю Пессан, датированном около 1060 года. Наследовал ему единственный сын Санчо I.

## Брак и дети
Имя и происхождение жены Гильома неизвестно, однако известно, что она была его близкой родственницей. Дети:
- Санчо I (ум. после 1099), граф Астарака после 1060